# 科布敦 (喬治亞州)
科布敦（英語：Cobbtown）是一個位於美國喬治亞州塔特納爾縣的城市。

## 地理
科布敦的座標為32°16′53″N 82°08′16″W / 32.28139°N 82.13778°W，而該地的平均海拔高度為75米（即246英尺）。

## 人口
根據2010年美國人口普查的數據，科布敦的面積為1.80平方千米，當中陸地面積為1.80平方千米，而水域面積為0.00平方千米。當地共有人口351人，而人口密度為每平方千米195人。